# ドゥーティンヘム

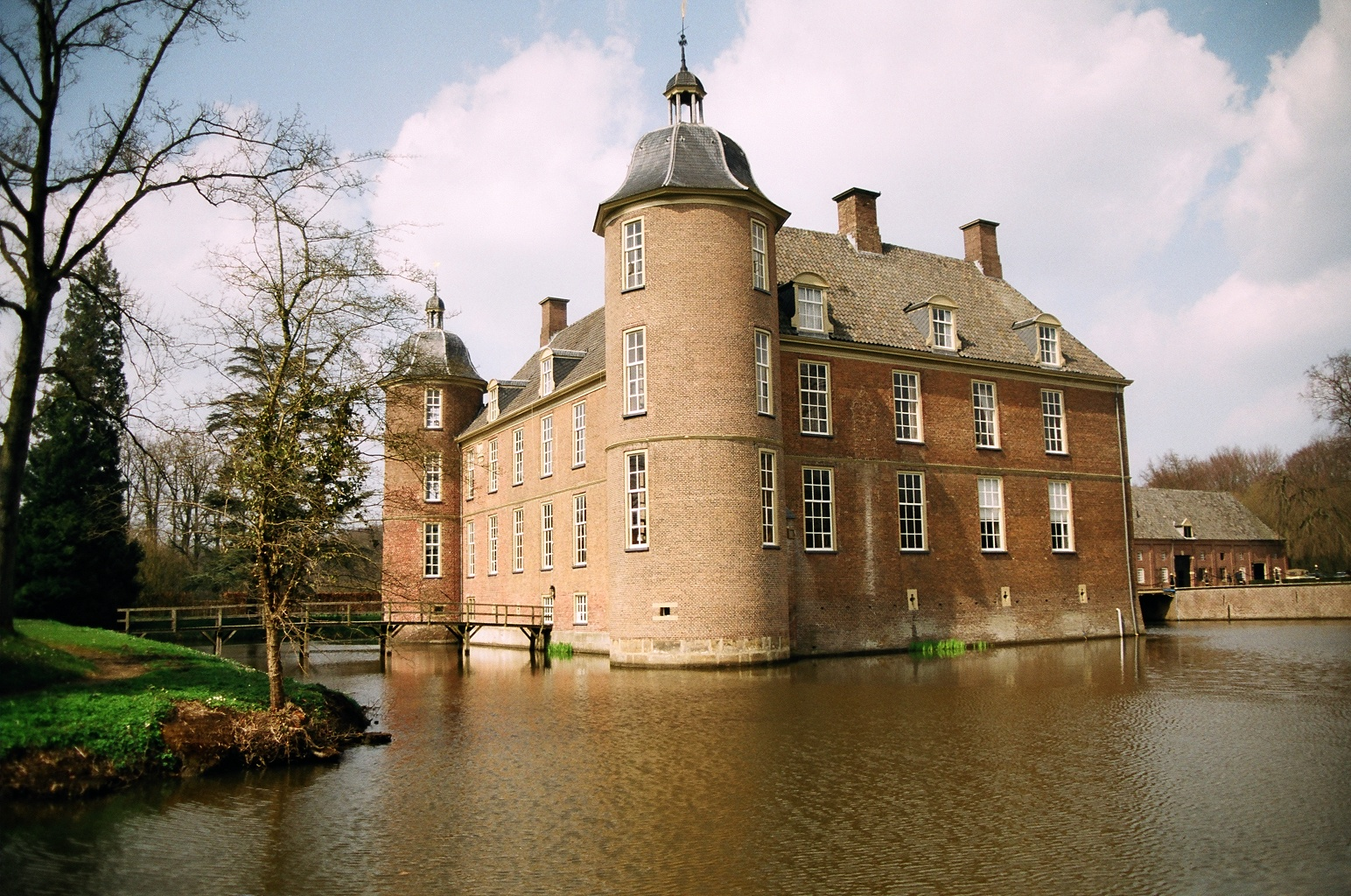
スランゲンベルグ城

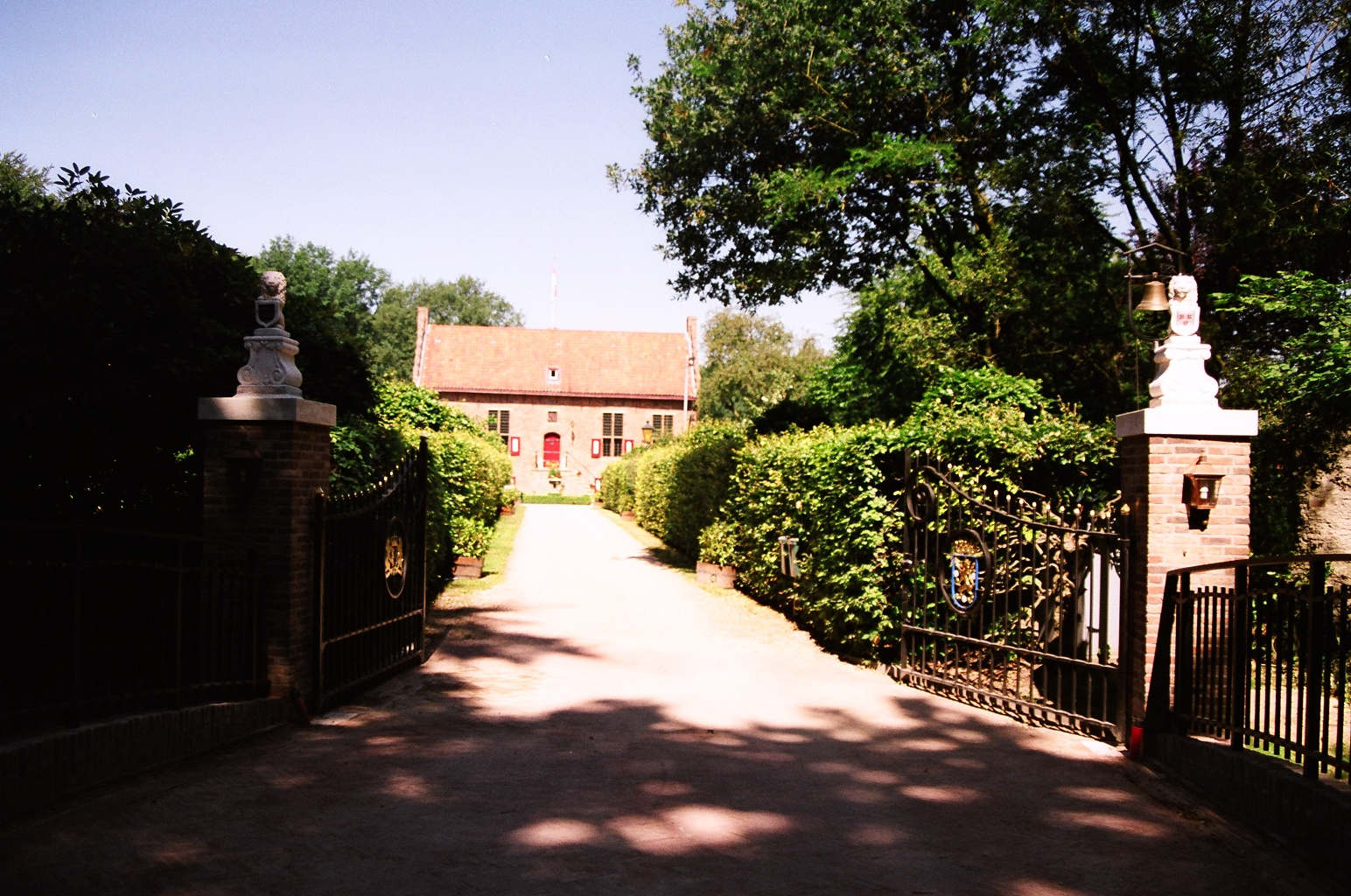
デケルダー城

ドゥーティンヘム (オランダ語: Doetinchem [ˈdutɪnxəm] ( 音声ファイル)、オランダ低ザクセン語 : Deutekom)はオランダの東オランダ・ヘルダーラント州のオーファーアイセル地域のアウデアイセル川（旧アイセル川）沿いに位置する基礎自治体（ヘメーンテ）で、人口は56,037人（2011年現在）、総面積は79.67km²。 オーファーアイセル地域において最大の都市（人口による）である。過去にはオランダ王国の首都でもあった。2005年1月1日に市町村再編成により近隣市町村を合併し、現在に至る。
サッカークラブ、デ・フラーフスハップの本拠地である。

## 地区
ドゥーティンヘム基礎自治体には次の地区（stadsdeel）がある。
中心市街部 
- Doetinchem

町村部 
- Centrum
- Gaanderen
- WehlWehl
- Dichteren
- Overstegen
- De Huet
- De Hoop
- Oosseld
- Schöneveld

郊外地域 
- IJzevoorde
- Langerak
- Wijnbergen
- Nieuw-Wehl

## 名所・旧跡
- D-タワー（D-toren）
- デ・ブレーク（De bleek Doetinchem）
- スランゲンベルグ城
- デケルダー城

## 出身者
- ポール・ボスフェルト - サッカー選手
- グレン・ローフェンス - サッカー選手
- アレクサンデル・ビュットネル - サッカー選手